# 嘉州古城墙
29°33′18″N 103°45′46″E / 29.55500°N 103.76278°E
乐山城墙，位于中华人民共和国四川省乐山市市中区，始建于北周宣帝大成元年。明洪武二十七年（1394），乐山城墙被洪水冲毁，因而城墙重筑。清乾隆五十一年（1786年），特大洪冲毁城墙三百余丈，古城重修，形状变为不规则楔形，为内城墙，长26.5公里。咸丰十年（1860）又增修外城，全长17.4公里。嘉州古城墙于2002年12月27日公佈為四川省第六批省級文物保護單位。
乐山古称嘉州，位于岷江、青衣江、大渡河三江交汇处。筑城始于北周，历代多有重修。清咸丰十年（1860年）在明城东北增修了半圈外城墙，当时有城门17座。外城墙现存城墙约500米，高5米。墙垣宽3米，保存下来的4座城门是人和门、平江门、承宣桥门、兴发街门，均是临江而建的水门。内城墙约存3500米，高5.3～25米，顶宽3.5米，现存城门有丽正门、会江门、拱宸门、育贤门等四座，均用红砂石砌筑。城北墙上有龙神祠，为纪念隋嘉州太守赵昱的祠庙，现存为清代所建。
- 丽正门
- 丽正门
- 丽正门
- 丽正门
- 涵春门旧址修建的观佛楼
- 會江門
- 育賢門
- 平江門